# Børneulykkesfonden
Børneulykkesfonden er en nonprofit organisation, som arbejder for at øge børnesikkerheden i Danmark og nedbringe antallet af børneulykker i Danmark. Børneulykkesfonden blev startet i 2008, og fondens vision er at gøre Danmark til det førende land i Europa inden for børnesikkerhed.  
Børneulykkesfonden arbejder med at skabe sikre rammer inden for områderne hjemmet, trafikken og sport/fritid uden at gå på kompromis med børnenes leg, kreativitet og fysiske udfoldelse. Fonden arbejder desuden målrettet med motorik og bevægelse. Børneulykkesfonden står bag en række forebyggende initiativer, herunder information til forældre, læringsmaterialer til skoler og institutioner, events mv.